# Adrastus montanus
Adrastus montanus är en skalbaggsart som först beskrevs av Giovanni Antonio Scopoli 1763.  Adrastus montanus ingår i släktet Adrastus, och familjen knäppare. Arten har ej påträffats i Sverige.